# 徐順明
徐順明（？—？），字子治，號敬庵，河南開封府杞县人，明朝政治人物。

## 生平
萬曆二十二年（1594年）甲午科湖廣鄉試舉人，二十六年（1598年）戊戌科進士，都察院觀政，次年授元城知县，三十四年升刑部主事，三十六年差关外审决。三十七年升刑部廣東司员外郎，三十八年升郧阳知府，四十一年升四川副使，四十六年正月升陕西参政，四十七年拾遺。